# Flying Elephant
A  Flying Elephant (repülő elefánt) az első világháború brit kísérleti szupernehéz harckocsija volt. A jármű csak a tervezés fázisáig jutott el, soha sem gyártották. A harckocsit közel 100 tonnásra tervezték, 75 mm-es páncéllemezeivel ellenállt volna az akkor rendszerben álló páncéltörő fegyverek bármelyikének. Meghajtásáról két darab Daimler benzin motor gondoskodott volna, amelyek megközelítőleg 200-210 lóerőt adtak volna le. Ez a teljesítmény a hatalmas tömeg mozgatásához azonban valószínűleg nem lett volna elegendő, a tervezők 3,4 km/h körül határozták meg a jármű haladási sebességét.